# GZC Donk
GZC Donk is een zwemvereniging uit Gouda.
De vereniging organiseert zwemlessen en heeft tevens afdelingen voor de wedstrijdsporten waterpolo, synchroon- en wedstrijdzwemmen.

## Geschiedenis
GZC DONK is het resultaat van een fusie tussen de Goudsche Zwemclub en de Zwem- en poloclub Donk.
De Goudsche Zwemclub was een van de oudste zwemverenigingen in Nederland (opgericht in 1886) en was zelfs een van de oprichters van de huidige KNZB. In Gouda werd in 1945 een tweede zwemvereniging opgericht t.w. de Zwem- en poloclub DONK.
GZC was een vereniging met ongeveer 600 leden en Donk had ongeveer 800 leden.
Na jarenlang elkaars sportieve concurrent te zijn geweest zijn in het jaar 2000 de eerste serieuze gesprekken gevoerd tussen de afdelingen waterpolo van beide verenigingen om een vorm van samenwerken af te tasten. Dat heeft geleid tot een samenwerkingsverband in de vorm van een startgemeenschap voor alleen de damesteams en de meisjes aspiranten in het seizoen 2001-2002. Op 19 juni 2001 hebben beide besturen een 'overeenkomst startgemeenschap' getekend. In het seizoen 2002-2003 is de startgemeenschap uitgebreid tot de gehele afdeling waterpolo. Ook wordt besloten dat de afdelingen wedstrijdzwemmen samen gaan trainen en dat op termijn wordt gestreefd naar een fusie. Dat alles heeft geleid tot een definitieve fusie op 1 juli 2003. Daarmee was de nieuwe vereniging GZC Donk opgericht.

## Erelijst
Heren:
- Nederlands kampioenschap waterpolo Heren

1922-1923, 1944-1954, 1956-1957, 2007-2008, 2008-2009, 2009-2010, 2020-2021, 2022-2023
- KNZB beker

2007-2008, 2008-2009, 2009-2010, 2014-2015, 2024-2025
GZC Donk won drie maal de dubbel (zowel het landskampioenschap als de KNZB beker) in de seizoenen: 2007-2008, 2008-2009 en 2009-2010.
- European Aquatics Challenger Cup  2024/2025

Dames:
- Nederlands kampioenschap waterpolo Dames

1984-1985, 1986-1987, 1987-1988, 1989-1990, 1991-1992, 1997-1998, 1998-1999, 2004-2005, 2010-2011, 2014-2015, 2018-2019, 2024-2025
- KNZB beker

1987-1988, 1988-1989, 1989-1990, 1990-1991, 1991-1992, 1993-1994, 1997-1998, 1999-2000, 2000-2001, 2004-2005, 2010-2011, 2024-2025
- KNZB Beker 2 (ManMeer!-Cup)

2001-2002, 2010-2011, 2011-2012
- LEN Champions Cup

1987-1988, 1988-1989, 1990-1991
GZC Donk won zeven maal de dubbel (zowel het landskampioenschap als de KNZB beker) in de seizoenen: 1987-1988, 1989-1990, 1991-1992, 1997-1998, 2004-2005, 2010-2011 en 2024-2025

## Waterpolo
GZC Donk komt bij de mannen als bij de vrouwen uit in de Waterpolo Eredivisie.

## Bekende (ex)leden
- Daniëlle de Bruijn
- Jantien Cabout
- Joop Cabout
- Mieke Cabout
- Robin van Galen
- Amarens Genee
- Arno Havenga
- Simone Koot
- Patricia Libregts
- Maud Megens
- Marloes Nijhuis
- Sabrina van der Sloot
- Nomi Stomphorst
- Ellen van der Weijden-Bast
- Debby Willemsz